# 삼수미
삼수미(三手米)는 임진왜란 때 훈련도감의 경비를 위해 신설된 특별 지세(地稅)이다.
임진왜란 때 군사력의 부족을 느낀 조선 정부는 훈련도감을 설치하였다. 여기에 사수(射手)·포수(砲手)·살수(殺手)의 삼수병(三手兵)을 두어 훈련하였다. 이 삼수병의 급료를 위해 처음에 둔전을 두었으나 부족하였다. 그리하여 1602년(선조 35년) 경상·전라·충청·강원·황해·경기의 6도에서 1결에 대하여 1말의 특별세를 부과하고, 다시 세액을 1말 2되로 증액했는데 이를 삼수미라고 하였다.
1634년(인조 12년)부터 경상·전라·충청 3도에 1결마다 1말씩 세액을 감했고, 병자호란 이후 경기도는 면세하였다.
이 제도는 전시(戰時) 특별세의 성격을 띠었으나 차차 고정되어 갑오개혁 때까지 계속되었다.

## 같이 보기
- 대동법